# Поход на Александър Велики на Балканите
Балканският поход от пролетта до октомври 335 пр.н.е. е първото военно действие на македонския цар Александър Велики. Той има за цел да подчини преди запланувания поход против Персия варварските племена в Тракия, Илирия, Гърция, в днешните България, Румъния, Северна Македония и Албания и е завършен успешно. Македония възстановява контрола си на Балканите.

## Поход
Александър Велики се бие против траките, трибалите, гетите, илирийците, дарданите, тавлантите, ауториатите. Командири на неговите противници са Сирм, Клайт, Главкия. Александър Велики има войска от 15 – 25 000 пехотинци и 5000 конници. Още цар Филип II в множество походи на Североизток, Север и Северозапад от Македония е победил и подчинил граничещите варварски народи на траките и илирийците и сключил с тях договори. За своя заплануван поход против Персия през 338 пр.н.е. трябвало да се осигури спокойствие по тези земи. През 336 пр.н.е. се разклаща съюзническата система. След встъпването му на власт Александър тръгва първо за Коринт, където научава за движението на варварските племена, след което той веднага се връща в Македония и събира войската в Амфиполис. Единственият запазен подробен разказ за Балканския поход е написан от Ариан (Anabasis 1, 1 – 5). Диодор (Bibliothéke historiké 17, 8, 1 – 2) го споменава само с 2 изречения.

### Против траките на Хаймос
Александър събира войските си през пролетта 335 пр.н.е. в Амфиполис. Войската му има 15 – 25 000 пехотинци и 5000 конници. Той тръгва първо към Филипополис (Пловдив), осигурява си намиращата се там наблизо планина Орбелос, пресича началото на Стара планина (Хаймос) и стига до река „Nessos“ (Места (Нестос), за което му трябвали не повече от десет дена.